# اعتصاب وایلدکت
اعتصاب وایلدکت یک نوع اعتصاب است که توسط کارگران یک اتحادیه بدون مجوز، حمایت یا تأیید رهبری آن اتحادیه انجام می‌شود. و گاهی نیز به عنوان یک اقدام صنعتی غیر رسمی نامیده می‌شود. قانونی بودن اعتصابات وایلدکت در بین کشورها و در طول زمان متفاوت است.

## بر اساس کشور

### کانادا
در سال ۱۹۶۵ کارگران پست کانادا به‌طور غیرقانونی به مدت دو هفته دست به اعتصاب زدند و حق چانه‌زنی جمعی را برای همه کارمندان بخش دولتی به دست آوردند. این باعث شد که آنها رهبری اتحادیه را کنار بگذارند و اتحادیه کارگران پست کانادا را تشکیل دهند.
در ۲۳ مارس ۲۰۱۲، کارکنان زمینی ایر کانادا به‌طور ناگهانی در فرودگاه بین‌المللی پیرسون تورنتو دست به اعتصاب زدند که این کار منجر به اخلال و تأخیر زیاد در پرواز شد، علت اعتصاب این بود که سه کارگر در جریان سرکشی وزیر کار کانادا، لیزا رایت از کار تعلیق شدند. این اعتصاب به دنبال ماه‌ها درگیری بین ایر کانادا و اتحادیه‌های دیگر آن بود.

### آلمان
اعتصابات وایلدکت در آلمان غیرقانونی تلقی می‌شوند، زیرا توسط یک اتحادیه حزبی که قادر به انعقاد قرارداد جمعی است، تأیید نمی‌شوند. شرکت در اعتصاب وایلدکت به عنوان امتناع از کار در نظر گرفته می‌شود و می‌تواند با عواقبی مانند اخطار یا فسخ قرارداد توسط کارفرما در سطح فردی مواجه شود. با این حال، اتحادیه می‌تواند به ماسبق اعتصاب وایلدکت را تأیید کند، بنابراین آن را قانونی می‌کند.

### فرانسه
اعتصابات وایلدکت تاکتیک فشار کلیدی بود که در اعتراضات می ۱۹۶۸ در فرانسه استفاده شد.